# Sineancylus rosanae
Sineancylus rosanae is een slakkensoort uit de familie van de Planorbidae. De wetenschappelijke naam van de soort is voor het eerst geldig gepubliceerd in 2012 door Gutiérrez Gregoric.